# Trisetum turcicum
Trisetum turcicum är en gräsart som beskrevs av Jindřich Chrtek. Trisetum turcicum ingår i släktet glanshavren, och familjen gräs. Inga underarter finns listade i Catalogue of Life.